# دير صهيون

يعتمد الشعار الرسمي لأخوية صهيون جزئيًا على زهرة الزنبق، والتي كانت رمزًا مرتبطًا بشكل خاص بالملكية الفرنسية.

أخوية صهيون أو جمعية صهيون (بالفرنسية: Prieuré de Sion) هو اسم تم تداوله لعدد من المنظمات بينها ما هو حقيقي وما هو خيالي إلا أن أشهرها هي منظمة أخوية تأسست وحُلت في فرنسا عام 1956 من قبل المهندس بيير بلانتار. حسب التاريخ المدون لتلك المنظمة المنحلة فهي جمعية سرية تأسست في مملكة القدس العام 1099، وذلك بغرض خدمة مصالح سلالة الميروفنجيون وورثتهم.

## الوثائق المنسوبة إلى الأخوية
في عام 1975 اكتشفت مكتبة باريس الوطنية مخطوطات عرفت باسم الوثائق السرية، ذُكرت فيها أسماء أعضاء عدة انتموا إلى جمعية صهيون الدينية لكن هناك احتمال كبير على أن تكون هذه الوثائق مزورة، وأغلب هذه الشخصيات لها أثر على التاريخ وعلى الحضارة الغربية ومن بينهم:
1. جان دي جيزور (1188–1220)
2. ماري دي سان كلير (1220–1266) - ماري دي سان كلير (1192–1266)، ابنة روبرت دي سان كلير وإيزابيل ليفيس، أصبحت السيدة الكبرى للدير من عام 1220 حتى وفاتها (3).
3. غيوم دي جيزور (1266–1307)
4. إدوارد دي بار (1307–1336)
5. جين دي بار (1336–1351)
6. جان دو سان كلير (1351–1366)
7. بلانش ديفرو (1366–1398)
8. نيكولاس فلاميل (1398–1418)
9. رينيه دانجو (1418–1480)
10. يولاند دي بار (1480–1483)
11. ساندرو بوتيتشيلي (1483–1510)
12. ليوناردو دافنشي (1510–1519)
13. كونيتابل دي بوربون (1519–1527)
14. فيرانتي غونزاغا (1527–1575)
15. لودوفيكو غونزاغا (1575–1595)
16. روبرت فلود (1595–1637)
17. ج. فالنتين أندريا (1637–1654)
18. روبرت بويل (1654–1691)
19. إسحاق نيوتن (1691–1727)
20. تشارلز رادكليف (1727–1746)
21. شارل دي لورين (1746–1780)
22. ماكسيميليان دي لورين (1780–1801)
23. تشارلز نودير (1801–1844)
24. فيكتور هوغو (1844–1885)
25. كلود ديبوسي (1885–1918)
26. جان كوكتو (1918–1963)

و دائما حسب الوثائق فإن الإخوية تضم 1093 عضوا، مقسمين على 7 مستويات، وكلما صعدنا في الهرم كلما قسمنا العدد على ثلاثة حتى نصل إلى آخر مستوى وهو النوطونيي الذي يحتله شخص واحد فقط.

## الإعتقاد الثاني حول المنظمة ويمكن اعتباره تكملة للإعتقاد الأول
تأسست أخوية صهيون عام 1956 في مدينة أنماس في فرنسا، وأودعت وثائق تسجيلها لدى الحكومة الفرنسية في 7 مايو 1956 ثم أُشهرت في الجريدة الرسمية للجمهورية الفرنسية في 20 تموز 1956.
كان رئيسها الأول أنديه بونوم، وسكرتيرها الأول بيير بلانتار. تقول مستندات الجمعية أنها تهدف إلى التعاون والدراسة بين الأعضاء، وأنها سميت نسبة إلى جبل صهيون الذي يقع جنوب أنماس. أصدرت الجمعية نشرة إخبارية بعنوان «الدارة» وصدر العدد الأول منها يوم 27 مايو 1956، ثم توقفت بعد إصدار 12 عدداً.
كان بيير بلانتار مؤسس الأخوية ومحركها الأساسي، وقد ارتبط اسمه مع عملية تزوير تاريخية متعددة المراحل تهدف إلى إيجاد أدلة مستقلة على الرواية المزعومة للأخوية. بدأت عملية التزوير في وقت ما من أوائل ستينات القرن العشرين بزرع مجموعة من الوثائق المزورة في المكتبة الوطنية الفرنسية، يفترض أن تكون هذه الوثائق لقية تاريخية وجدها الأب بيرينجي سونيير عام 1891 في كنيسة قصر رين، واعترف بلانتار في محكمة تحت القسم عام 1993 أنه قام بتلفيق كل شيء. ونتيجة ذلك أمر القضاء بلانتار أن يتوقف عن نشر أية أخبار عن الأخوية، وعاش بلانتار متخفيا حتى وفاته في 3 شباط 2000 في باريس.
وفي ستينات وسبعينات القرن الماضي انطلت تلفيقات بلانتار على عدد من الكتاب وقاموا بتأليف كتب وبرامج تلفزيونية وثائقية عنها، كما أصدر بلانتار لائحة بالمعلمين الكبار لأخوية صهيون شملت ليوناردو دافنشي وإسحاق نيوتن وفيكتور هوغو وآخرين.

### نظرية وحي الأخوية
في عام 2006 أصدر الكاتبان لين بيكنيت وكليف برينس كتاباً بعنوان وحي الأخوية: حقيقة حماة دم المسيح المقدس. قبل الكتاب الرواية الحقيقية ولكنه ادعى أن كل تلفيقة بلانتار ليست إلا جزءاً من مساع متعددة لتدنيس سمعة المنظمات المدافعة عن ورثة دم المسيح المقدس. وادعى الكتاب أيضا أن هذه المنظمات تسعى لإقامة «الولايات المتحدة الأوروبية».
كما تناول الروائي الأمريكي دان براون هذا الموضوع في رواية تحمل عنوان شفرة دافنشي تم تحويله إلى فيلم يحمل نفس العنوان.

## أنظر أيضا
- تنظيم سري